# Mark Davis (basketspelare)
Mark Giles Davis, född 8 juni 1963 i Chesapeake i Virginia, är en amerikansk före detta professionell basketspelare (SF) som tillbringade en säsong (1988–1989) i den nordamerikanska basketligan National Basketball Association (NBA), där han spelade för Milwaukee Bucks och Phoenix Suns.
Under sin NBA-karriär gjorde Davis 127 poäng (3,8 poäng per match), 14 assists samt 37 rebounds, räddningar från att bollen ska hamna i nätkorgen, på 33 grundspelsmatcher.
Han har också spelat som proffs i Argentina, Belgien, Italien, Japan, Schweiz och Spanien.
Davis draftades av Cleveland Cavaliers i fjärde rundan i 1985 års draft som 79:e spelare totalt.
Innan han blev proffs, studerade Davis vid Old Dominion University och spelade för Old Dominion Monarchs.
Han är far till Johnny Davis.